# Air Defender 23
Air Defender 23 is een militaire oefening van NAVO leden en partnerlanden die tussen 12 en 23 juni 2023 werd gehouden in het Europese luchtruim geleid door de Bundeswehr. Met 10.000 mensen en 250 vliegtuigen uit 25 landen was het de grootste NAVO-luchtmachtoefening ooit.

## Organisatie en verloop
Het scenario dat uitgespeeld werd tijdens de oefening was het ingaan van Artikel 5 van het Noord-Atlantisch Verdrag op verzoek van Duitsland na een aanval uit het oosten. De luchtmachten van de deelnemende landen trainden op snelle en wendbare inzetbaarheid. De oefening vond voornamelijk plaats in het Duitse luchtruim, maar ook een deel van het Nederlandse luchtruim viel binnen de oefening. De planning voor de oefening begon in 2018 op initiatief van Duitsland.

Kaart van de oefeningsgebieden, vliegbases en oefeningsmissies naar Estland en Roemenië; NAVO-gebied in geel

Volgens de Bundeswehr vonden de vluchten tijdens deze oefening plaats tussen 2.500 en 15.000 meter hoogte. Het grootste mobiele brandstofkamp in de Duitse militaire geschiedenis werd opgezet voor de grootschalige manoeuvre op vliegbasis Wunstorf in Nedersaksen met een capaciteit van 2,4 miljoen liter brandstof.
Op 20 juni bezochten secretaris generaal van de NAVO Jens Stoltenberg en Duitse minister van defensie Boris Pistorius de Tactisch Luchtmachteskader 51, een eenheid van de Duitse luchtmacht die deelnam aan de oefening.
De Nederlandse bijdrage aan de oefening bestond uit twee F-35's en twee F-16's van de Koninklijke Luchtmacht, luchtgevechtsleiders, en de Nationale Datalink Management Cel.
Ongeveer 90% van de 2.000 geplande vluchten konden worden uitgevoerd volgens de Duitse luchtmacht. Tijdens de eerste dagen van de oefening lukte het niet om een uniform datanetwerk met alle deelnemers op te zetten volgens Luitenant-General Ingo Gerhartz, chef van de Duitse luchtmacht. Dit werd na een aantal dagen opgelost. Toch noemde hij Air Defender "een volledig success".

## Deelnemers
NAVO deelnemers
- België
- Bulgarije
- Denemarken
- Duitsland
- Estland
- Finland
- Frankrijk
- Griekenland
- Hongarije
- Italië
- Kroatië
- Letland
- Litouwen
- Nederland
- Noorwegen
- Polen
- Roemenië
- Slovenië
- Spanje
- Tsjechië
- Turkije
- Verenigd Koninkrijk
- Verenigde Staten

Niet-NAVO deelnemers
- Japan
- Zweden